# Činžovní dům Josefa Jihlavce I
Činžovní dům Josefa Jihlavce I je dům postavený v roce 1914 podle návrhu architekta Bohumila Waiganta na objednávku královéhradeckého stavitele Josefa Jihlavce. Dům je situován na třídě Československé armády (čp. 556) v Hradci Králové, na rozhraní městské památkové rezervace a městské památkové zóny.

## Historie
Stavitel Josef Jihlavec byl majitelem dvou sousedících parcel na ulici Československé armády: čp. 543 a čp. 556. Po dokončení objektu čp. 543, který nejen zainvestoval, ale jako stavitel také realizoval (tzv. Rejchlův dům), se soustředil na parcelu čp. 556. Oslovil téhož tvůrce jako v případě sousední parcely – pražského architekta Bohumila Waiganta – a chtěl v tomto místě vytvořit stylově ucelený komplex. Waigant se nicméně u domu čp. 556 rozhodl pro kompozici zcela odlišnou: na rozdíl od sousedního domu s romantizující fasádou se v případě tohoto objektu uplatnila moderna s neoklasicistními prvky.
Josef Jihlavec podal žádost o stavební povolení v roce 1913 a žádal o umožnění výstavby třípatrového domu. Tato žádost byla ale zamítnuta a investorovi bylo doporučeno nechat projekt přepracovat tak, aby nepřesahoval hřebeny střech ostatních domů. Přepracovaný projekt byl pak schválen až o rok později a lišil se nejen ve výšce domu (ten byl o jedno patro snížen), ale také v některých dekorativních prvcích (zmizely například kamenné vázy na atice domu a chybí také kruhové otvory na podezdívce tomu – ty v novém návrhu zůstaly pouze na balkónech). Dům byl pak po schválení projektu v roce 1914 také postaven.
V roce 1927 dům odkoupila od Josefa Jihlavce Banka pro obchod a průmysl, která zadala jeho stavební firmě úpravy stavby nutné pro fungování kanceláří. V 90. letech 20. století pak proběhla adaptace pro provoz Komerční banky.
Do seznamu kulturních památek byl objekt zapsán v roce 1981.

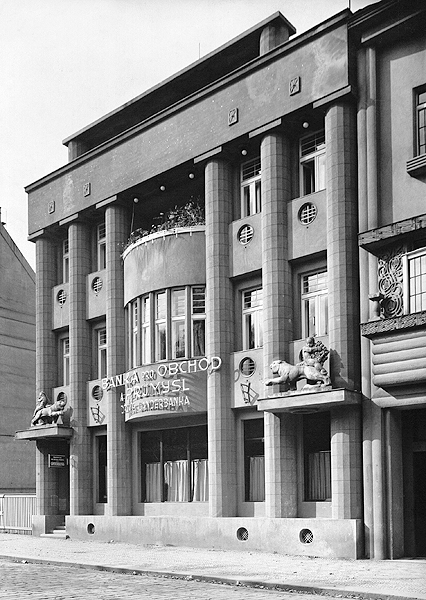
Dům na záběru z 20. let 20. století

## Architektura

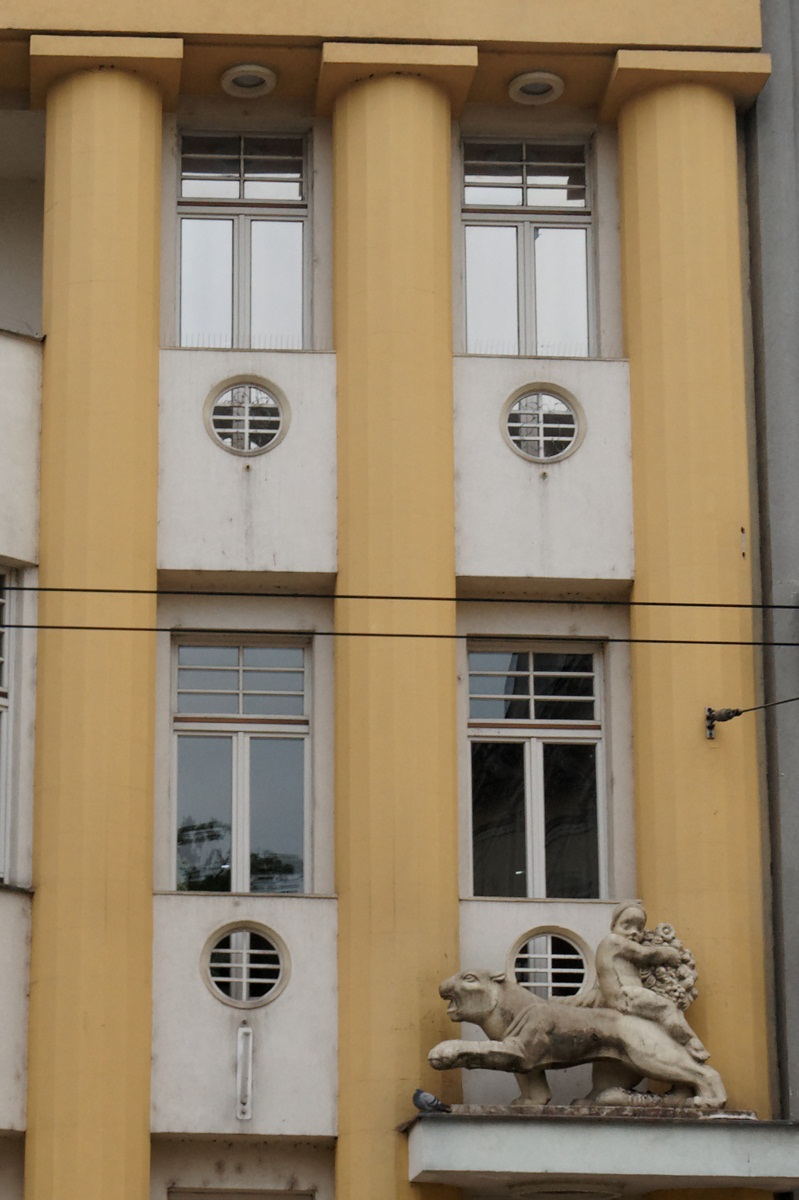
Detail fasády – pilíře a socha lvice

Dvoupatrový dům stojí na obdélníkovém půdorysu a jeho hlavní průčelí, orientované do ulice Československé armády, je pětiosé. Nejnápadnějším prvkem fasády je šestice sloupových kanelovaných pilířů, které se táhnou přes celou výšku budovy. Vchod je v přízemí umístěn asymetricky zcela vlevo a nad ním a nad posledním oknem přízemí vpravo jsou předsazeny ploché markýzy, které nesou jedinou sochařskou výzdobu domu: sochy lvic na hřbetě s dítětem nesoucím kytici květů a plodů. Sochy lze nejpravděpodobněji připsat bratrovi architekta, sochaři Antonínu Waigantovi. V prvním patře uprostřed fasády vystupuje arkýř s šestidílným oknem, nad ním je pak ve druhém patře umístěn balkón. Vertikálně fasádu člení zděná zábradlí balkónů se zamřížovanými kulatými otvory.